# Yamamoto Hideomi
Hideomi Yamamoto (山本 英臣 (Sơn-Bản Anh-Thần) Yamamoto Hideomi,  sinh ngày 26 tháng 6 năm 1980 ở Chiba) là một cầu thủ bóng đá người Nhật Bản thi đấu cho Ventforet Kofu ở J. League Division 1.

## Thống kê sự nghiệp câu lạc bộ
Cập nhật đến ngày 23 tháng 2 năm 2017.
| Thành tích câu lạc bộ | Thành tích câu lạc bộ | Thành tích câu lạc bộ | Giải vô địch | Giải vô địch | Cúp                   | Cúp                   | Cúp Liên đoàn | Cúp Liên đoàn | Tổng cộng | Tổng cộng |
| Mùa giải              | Câu lạc bộ            | Giải vô địch          | Số trận      | Bàn thắng    | Số trận               | Bàn thắng             | Số trận       | Bàn thắng     | Số trận   | Bàn thắng |
| Nhật Bản              | Nhật Bản              | Nhật Bản              | Giải vô địch | Giải vô địch | Cúp Hoàng đế Nhật Bản | Cúp Hoàng đế Nhật Bản | J. League Cup | J. League Cup | Tổng cộng | Tổng cộng |
| --------------------- | --------------------- | --------------------- | ------------ | ------------ | --------------------- | --------------------- | ------------- | ------------- | --------- | --------- |
| 1999                  | JEF United Ichihara   | J1 League             | 0            | 0            | 0                     | 0                     | 0             | 0             | 0         | 0         |
| 2000                  | JEF United Ichihara   | J1 League             | 0            | 0            | 0                     | 0                     | 0             | 0             | 0         | 0         |
| 2001                  | JEF United Ichihara   | J1 League             | 4            | 0            | 1                     | 0                     | 4             | 0             | 9         | 0         |
| 2002                  | JEF United Ichihara   | J1 League             | 0            | 0            | 0                     | 0                     | 2             | 0             | 2         | 0         |
| 2003                  | Ventforet Kofu        | J2 League             | 34           | 3            | 2                     | 0                     | -             | -             | 36        | 3         |
| 2004                  | Ventforet Kofu        | J2 League             | 18           | 1            | 0                     | 0                     | -             | -             | 18        | 1         |
| 2005                  | Ventforet Kofu        | J2 League             | 20           | 0            | 2                     | 0                     | -             | -             | 22        | 0         |
| 2006                  | Ventforet Kofu        | J1 League             | 32           | 0            | 3                     | 0                     | 4             | 0             | 39        | 0         |
| 2007                  | Ventforet Kofu        | J1 League             | 29           | 0            | 1                     | 0                     | 8             | 0             | 38        | 0         |
| 2008                  | Ventforet Kofu        | J2 League             | 39           | 0            | 2                     | 0                     | -             | -             | 41        | 0         |
| 2009                  | Ventforet Kofu        | J2 League             | 48           | 1            | 3                     | 0                     | -             | -             | 51        | 1         |
| 2010                  | Ventforet Kofu        | J2 League             | 28           | 2            | 1                     | 0                     | -             | -             | 29        | 2         |
| 2011                  | Ventforet Kofu        | J1 League             | 30           | 0            | 1                     | 0                     | 1             | 0             | 32        | 0         |
| 2012                  | Ventforet Kofu        | J2 League             | 40           | 2            | 1                     | 0                     | -             | -             | 41        | 2         |
| 2013                  | Ventforet Kofu        | J1 League             | 29           | 0            | 3                     | 0                     | 1             | 0             | 33        | 0         |
| 2014                  | Ventforet Kofu        | J1 League             | 33           | 3            | 2                     | 0                     | 4             | 0             | 39        | 3         |
| 2015                  | Ventforet Kofu        | J1 League             | 28           | 0            | 0                     | 0                     | 2             | 0             | 30        | 0         |
| 2016                  | Ventforet Kofu        | J1 League             | 24           | 1            | 0                     | 0                     | 1             | 0             | 25        | 1         |
| Tổng                  | Tổng                  | Tổng                  | 436          | 13           | 22                    | 0                     | 27            | 0             | 485       | 13        |